# Onthophagus heurni
Onthophagus heurni är en skalbaggsart som beskrevs av Gillet 1930. Onthophagus heurni ingår i släktet Onthophagus och familjen bladhorningar. Inga underarter finns listade i Catalogue of Life.